# Ivenack
Ivenack ist eine mecklenburgische Gemeinde im Landkreis Mecklenburgische Seenplatte im Land Mecklenburg-Vorpommern. Sie wird vom Amt Stavenhagen verwaltet, das seinen Sitz in der Reuterstadt Stavenhagen hat.
Fritz Reuter nannte den Ort eine „der Ruhe geweihte Oase, […] die, einer schlummernden Najade gleich, sich auf grünender Au und blumiger Wiese gelagert hat und ihr vom Laube tausendjähriger Eichen umkränztes Haupt in dem flüssigen Silber des Sees spiegelt.“

## Geografie und Verkehr
Ivenack liegt etwa vier Kilometer östlich von Stavenhagen und 20 km westlich von Altentreptow entfernt. Die B 194 verläuft westlich der Gemeinde. Durch das Gebiet der Gemeinde führt die Bahnlinie Neubrandenburg-Güstrow. Der Ort liegt direkt am Ivenacker See. Im Ivenacker See entspringt der Augraben. Große Teile der Gemeinde sind bewaldet.

## Ortsteile
- Goddin (Eingemeindung nach Grischow am 1. Juli 1950)[3]
- Grischow (Eingemeindung am 1. Juni 1999)[4]
- Ivenack
- Markow (Eingemeindung am 1. Januar 1962)[3]
- Weitendorf (Eingemeindung nach Grischow am 1. Juli 1950)[3]
- Zolkendorf (Eingemeindung am 1. Januar 1951)[3]

Die Ortsteile Markow und Zolkendorf sind typisch mecklenburgische Gutsdörfer mit nicht mehr erhaltenen symmetrisch angelegten Gutshöfen und der Katenzeile entlang der Dorfstraße. Das Gutshaus in Zolkendorf steht leer. Die ursprüngliche Anlage von Grischow und Goddin als ehemalige Gutsdörfer ist noch heute zu erkennen. In Grischow befindet sich das Gutshaus im Ausbau und wird bewohnt, in Goddin steht es leer. Das frühere Gutsdorf Weitendorf hat sich zu einem Straßenangerdorf mit unterschiedlichsten Baustilen entwickelt. Das frühere Gutshaus mit einigen Wirtschaftsgebäuden ist erhalten geblieben.
Die Gutshöfe Goddin, Grischow, Weitendorf und Zolkendorf gehörten zu den insgesamt neun Nebengütern des ritterschaftlichen Hauptguts Ivenack. Das gesamte Gut hatte eine landwirtschaftliche Nutzfläche von 6964 Hektar und war damit der mit Abstand größte landwirtschaftliche Betrieb in den Mecklenburgischen Großherzogtümern.
Das Gut war ein fideikommissarisches Allod und bestand aus Äckern, Gärten, Wiesen, Weiden und Wald. Es gab zwölf bäuerliche Besitzhöfe in Erbpacht sowie eine Wassermühle, eine Ziegelei und eine Dampfmolkerei auf dem Gut. Das Gut unterlag zum Zweck der Besteuerung einem eigens für das Gut eingerichteten ritterschaftlichen Amt Ivenack.

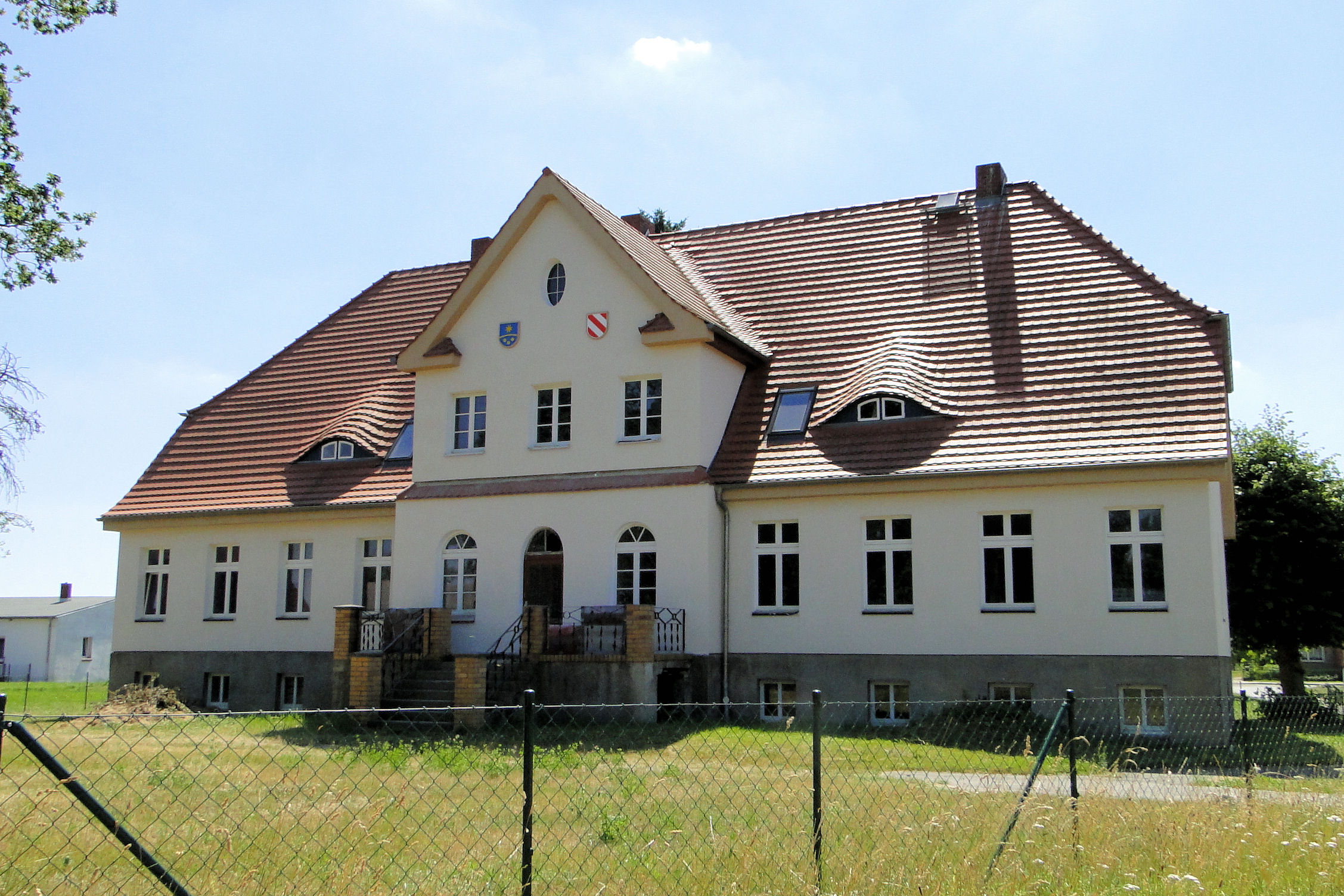
Gutshaus Grischow
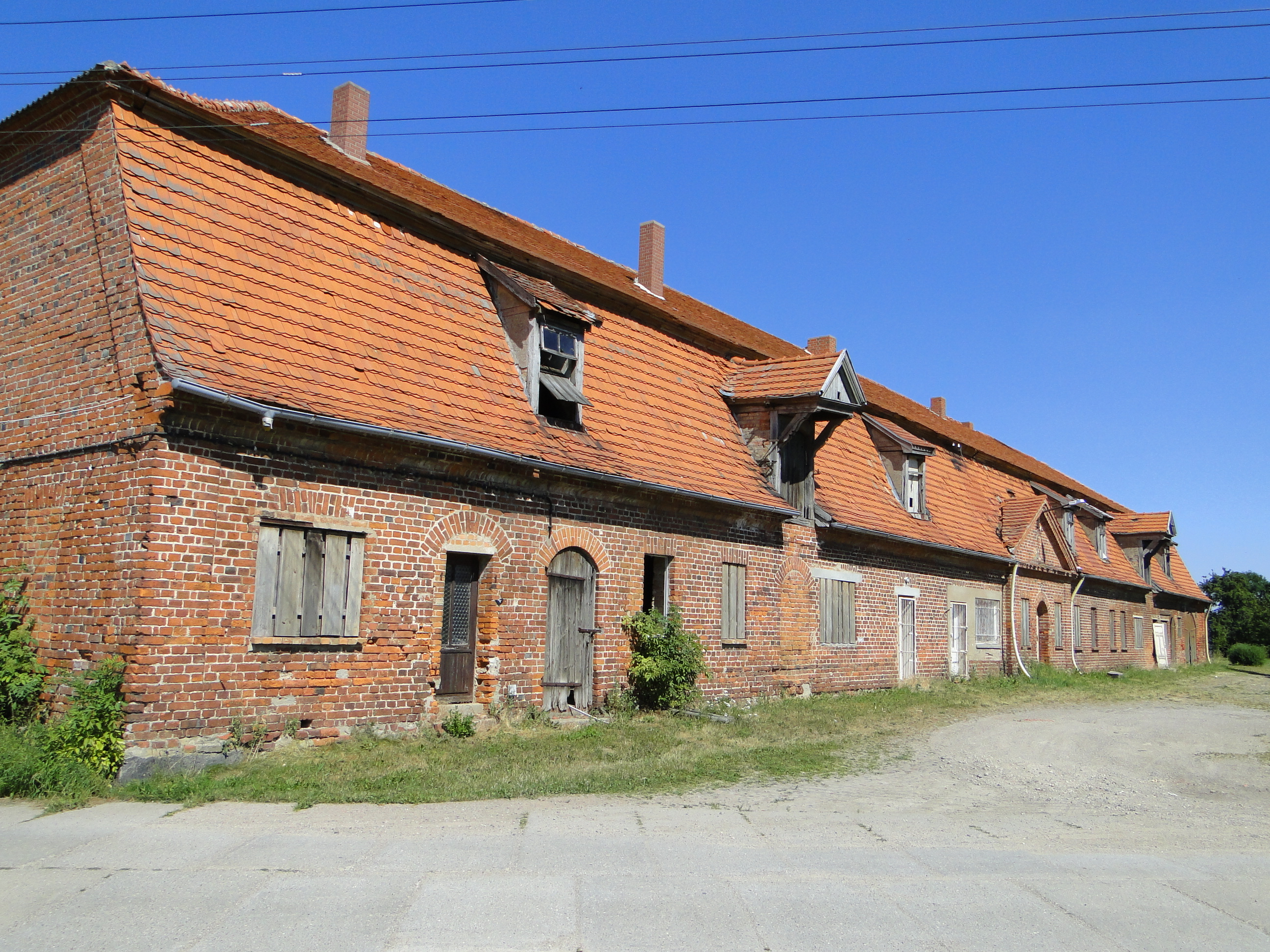
Gutshaus Goddin
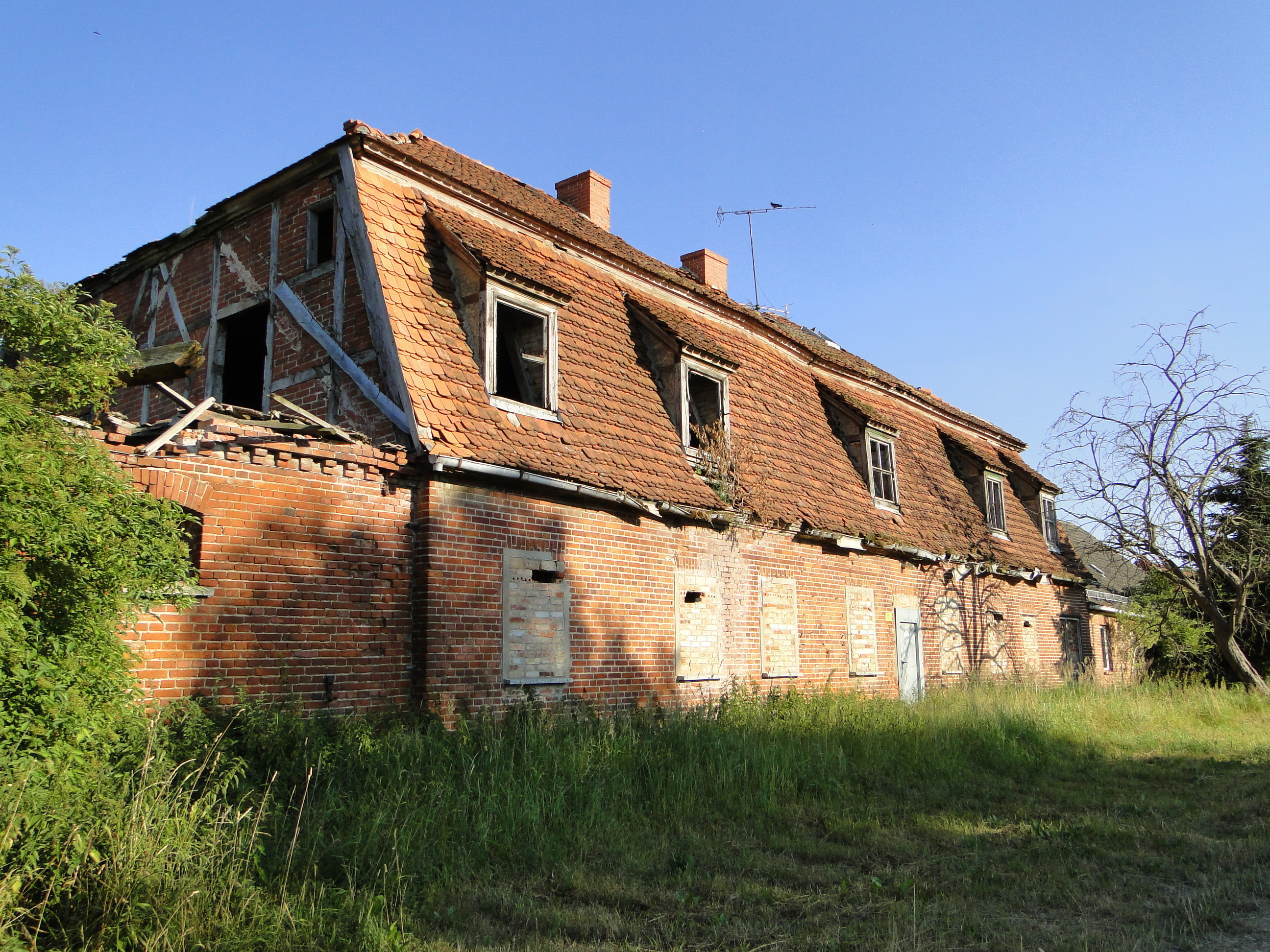
Gutshaus Zolkendorf
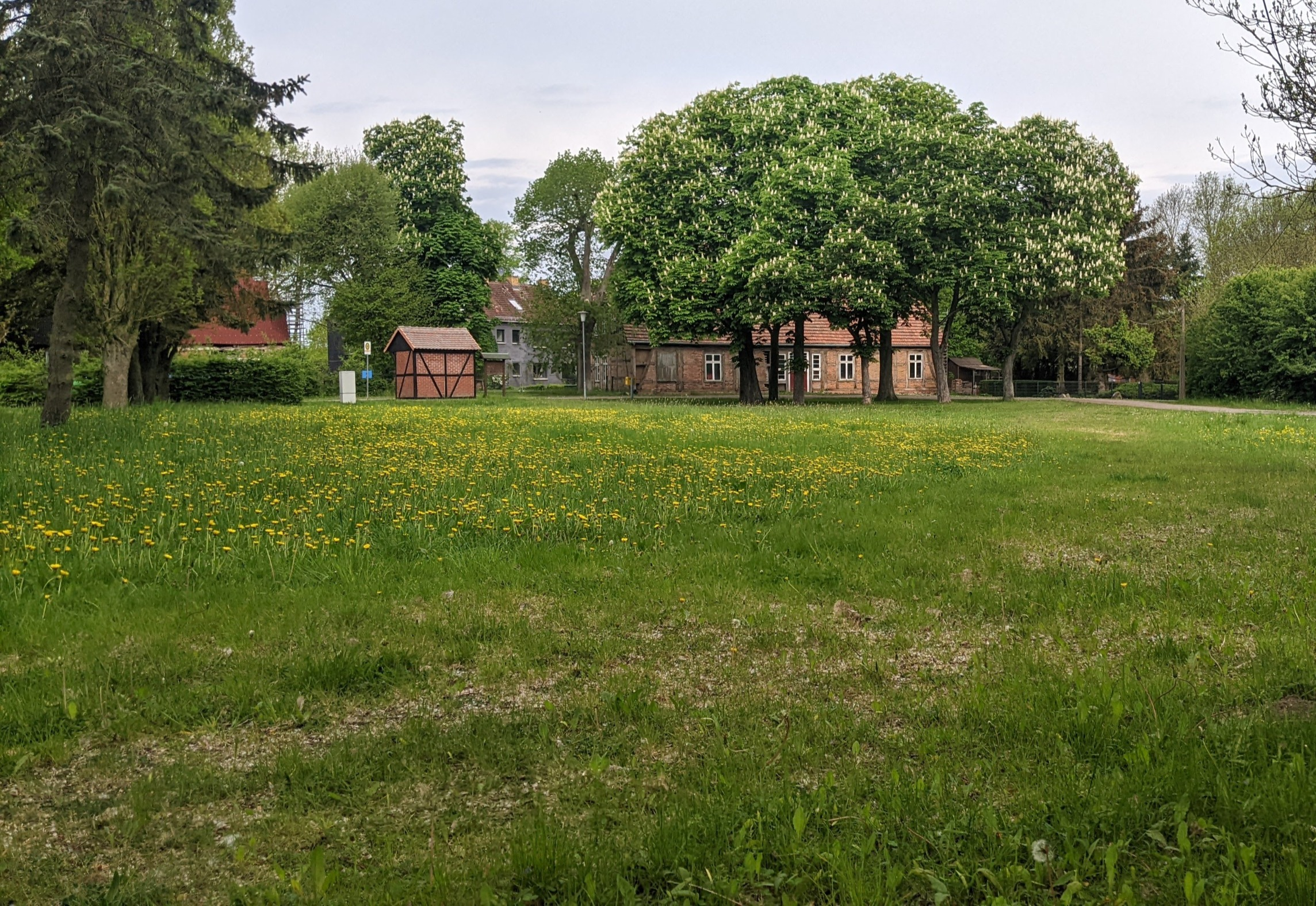
Ortsmitte Markow

## Geschichte

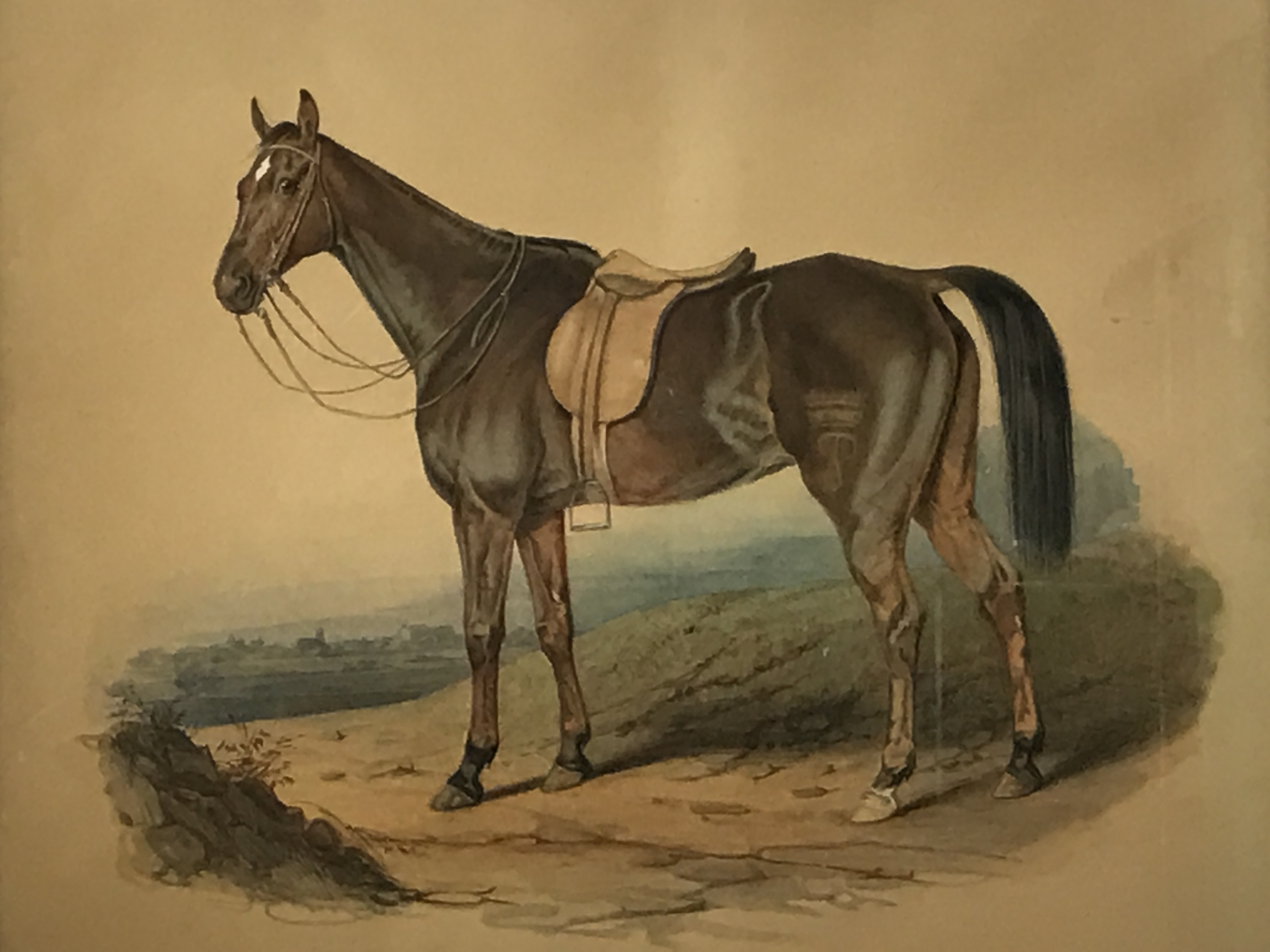
Hengst Bras de fer (Jahrgang 1837), Galopprennpferd von Alfred von Rauch, Leutnant im Regiment der Gardes du Corps, mit Brandzeichen des Gräflich Plessenschen Gestüts Ivenack; unsignierte Skizze wohl von Theodor Schloepke, um 1842

Erstmals erwähnt wurde der Ort, als ein Ritter Reinbern von Stove 1252 ein Zisterzienserinnenkloster zu Ivenack stiftete. Die heutigen Ortsteile Zolkendorf und Grischow wurden 1256 in einer Schenkungsurkunde des Pommernherzogs Wartislaw III. an das Kloster Ivenack erwähnt. Goddin wurde 1283 und Weitendorf 1302 als Besitz des Klosters erwähnt. Nach der Säkularisation des Klosters im Zuge der Reformation um 1555 fiel es unter landesherrliche Verwaltung als herzoglich mecklenburgisches Amt Ivenack. Christoph von Neuenkirchen erbte nach dem Tod seines Bruders, dem Hofmarschall Hans von Neuenkirchen, das als Pfand erworbene mecklenburgische Amt Ivenack.
Im Dreißigjährigen Krieg wurden das Dorf Ivenack, die ehemaligen Klosterbauten und ein inzwischen dort errichteter erster Herrensitz zerstört. 1649 wurden nur noch der Müller, der Schmied und acht weitere Personen in Ivenack gezählt. Alle Dörfer der jetzigen Gemeinde wurden vom Dreißigjährigen Krieg schwer getroffen und lagen teilweise wüst.
Im Jahre 1709 kam das Amt Ivenack mit dem bis dahin verpachteten Gut in Ivenack durch einen Gütertausch als ritterliches Gut an den Geheimen Rat Ernst Christoph von Koppelow. Dieser erhielt außerdem eine Entschädigung in Höhe von 5000 Talern, da sich damals in Ivenack kein Herrenhaus mehr befand. Auf von Koppelow geht der Wiederaufbau des Ivenacker Schlosses und der Dorfkirche zurück. Über Koppelows Witwe kam das Gut an Helmuth Reichsgraf von Plessen und durch dessen Tod 1761 an die Freiherren von Maltzahn, deren Majoratsinhaber auf Ivenack mit landesherrlicher Zustimmung fortan Titel und Wappen eines Grafen von Plessen führte.
Um die Mitte des 18. Jahrhunderts errichtete Joachim Trumpf in Ivenack die erste nachweisbare Sternwarte Mecklenburgs. Sie war weithin sichtbar durch das damals größte Himmelsfernrohr in ganz Europa. Ivenack wurde um 1800 durch das gräflich Plessensche Gestüt und besonders durch dessen legendären Zuchthengst Herodot überregional bekannt.
Im 19. Jahrhundert wurden Schloss und Kirche um einen weitläufigen Schlosspark mit Teehaus und Orangerie erweitert, der zugehörige Tierpark bezog auch die historischen Ivenacker Eichen mit ein. Anfang des 20. Jahrhunderts gehörten zum Gutskomplex Ivenack, gebunden in einem Familienfideikommiss und zugleich selbst Allodialgut, weitere Güter wie Basepohl, Fahrenholz, Goddin, Grischow, Klockow, Krummensee, Wackerow, Weitendorf und Zolkendorf. Die Gesamtfläche betrug vor der Weltwirtschaftskrise 5600 Hektar.
Als Ivenack am Ende des Zweiten Weltkrieges Anfang Mai 1945 von der Roten Armee besetzt wurde, begingen 29 Ivenacker Suizid, darunter der letzte Gutsherr Albrecht Freiherr von Maltzahn, Graf von Plessen, (* 1891), seine Frau Magdalena, geb. Gräfin von Waldersee (* 1893 in Ivenack), und ihr Kindermädchen Emma Fuchs. Zum Erben bestimmt war laut dem Genealogischen Handbuch des Adels der zweite Sohn Manfred Freiherr von Maltzahn, Graf Plessen.

## Politik

### Gemeindevertretung und Bürgermeister
Der Gemeinderat besteht (inkl. Bürgermeister) aus neun Mitgliedern.
Bürgermeister der Gemeinde ist Roy Lüth, er wurde mit 60,69 % der Stimmen gewählt.

### Wappen
| Wappen von Ivenack | Blasonierung: „In Gold, belegt mit einem roten Schrägeck, darin ein linksgewendeter silberner Pferdekopf, eine bewurzelte grüne Eiche mit fünf grünen Früchten, eine rot-silberne in zwei Reihen geschachte erniedrigte Leiste überdeckend.“ |
| Wappen von Ivenack | Wappenbegründung: Wegen der überregionalen Bedeutung und Bekanntheit der Ivenacker Eichen als Naturdenkmal, ist die Verwendung einer stilisierten Eiche als gemeine Figur im Wappen der Gemeinde gerechtfertigt. Als weitere Begründung für die Eiche im Wappen sei darauf verwiesen, dass die Ivenacker Eichen der Sage nach sieben verwunschene Nonnen sind, die, nachdem sie ein Gelübde gebrochen hatten, zur Strafe in Eichen verwandelt wurden. Erst nach tausend Jahren sollen die Eichen sukzessive absterben und damit die Nonnen erlöst werden (Albert Niederhöffer. Mecklenburg´s Volkssagen. Bremen, Rostock 1998). Als eigenes Symbol für das Kloster, das bis zur Säkularisation in der Mitte des 16. Jahrhunderts die Geschichte des Dorfes maßgebend bestimmte, steht im Wappen das Symbol der Zisterzienser, der Rot-Silber geschachte Balken, der im konkreten Fall jedoch schmaler und nur als Leiste ausgeführt wird. In der Diskussion um das Gemeindewappen wurde der Wunsch geäußert, den bekannten Hengst „Herodot“ auch im Wappen darzustellen. „Herodot“ war ein bekannter Apfelschimmel aus dem Gestüt Ivenack, so berühmt, dass selbst Napoleon nach ihm suchen ließ, um ihn nach Frankreich zu bringen, worauf das Tier – allerdings vergeblich – in einer hohlen Eiche versteckt wurde. Nach den Napoleonischen Kriegen gelangte das Tier zurück nach Ivenack. Der im Schrägeck zu sehende silberne Pferdekopf soll zum einen auf den legendären Hengst anspielen, aber auch das traditionsreiche Gestüt in Ivenack repräsentieren. Das Wappen wurde vom Schweriner Heraldiker Karl-Heinz Steinbruch gestaltet, am 13. April 2017 durch das Ministerium des Innern genehmigt und unter der Nr. 362 der Wappenrolle des Landes Mecklenburg-Vorpommern registriert. |

### Flagge
Die Gemeinde verfügt über keine amtlich genehmigte Flagge.

### Dienstsiegel
Das Dienstsiegel zeigt das Gemeindewappen mit der Umschrift GEMEINDE IVENACK • LANDKREIS MECKLENBURGISCHE SEENPLATTE.

## Sehenswürdigkeiten

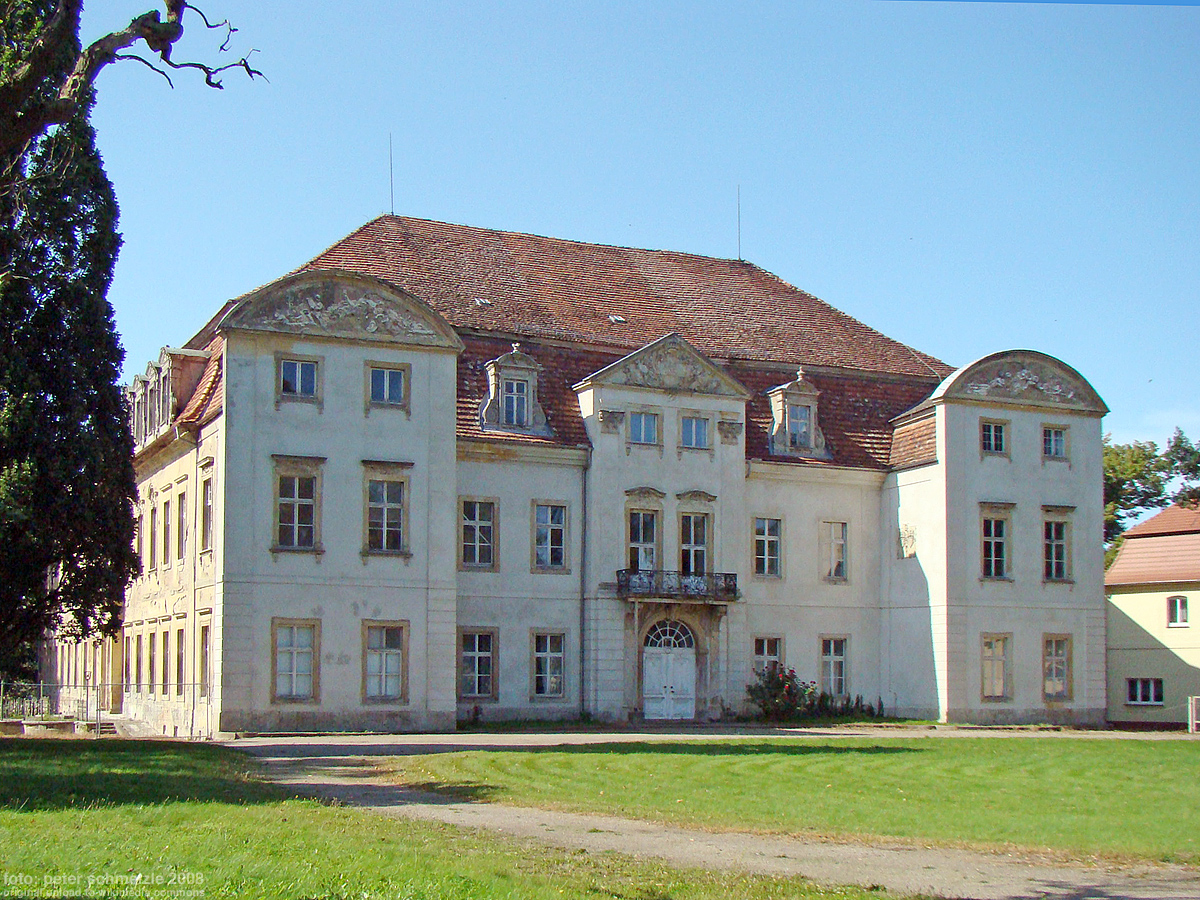
Schloss Ivenack

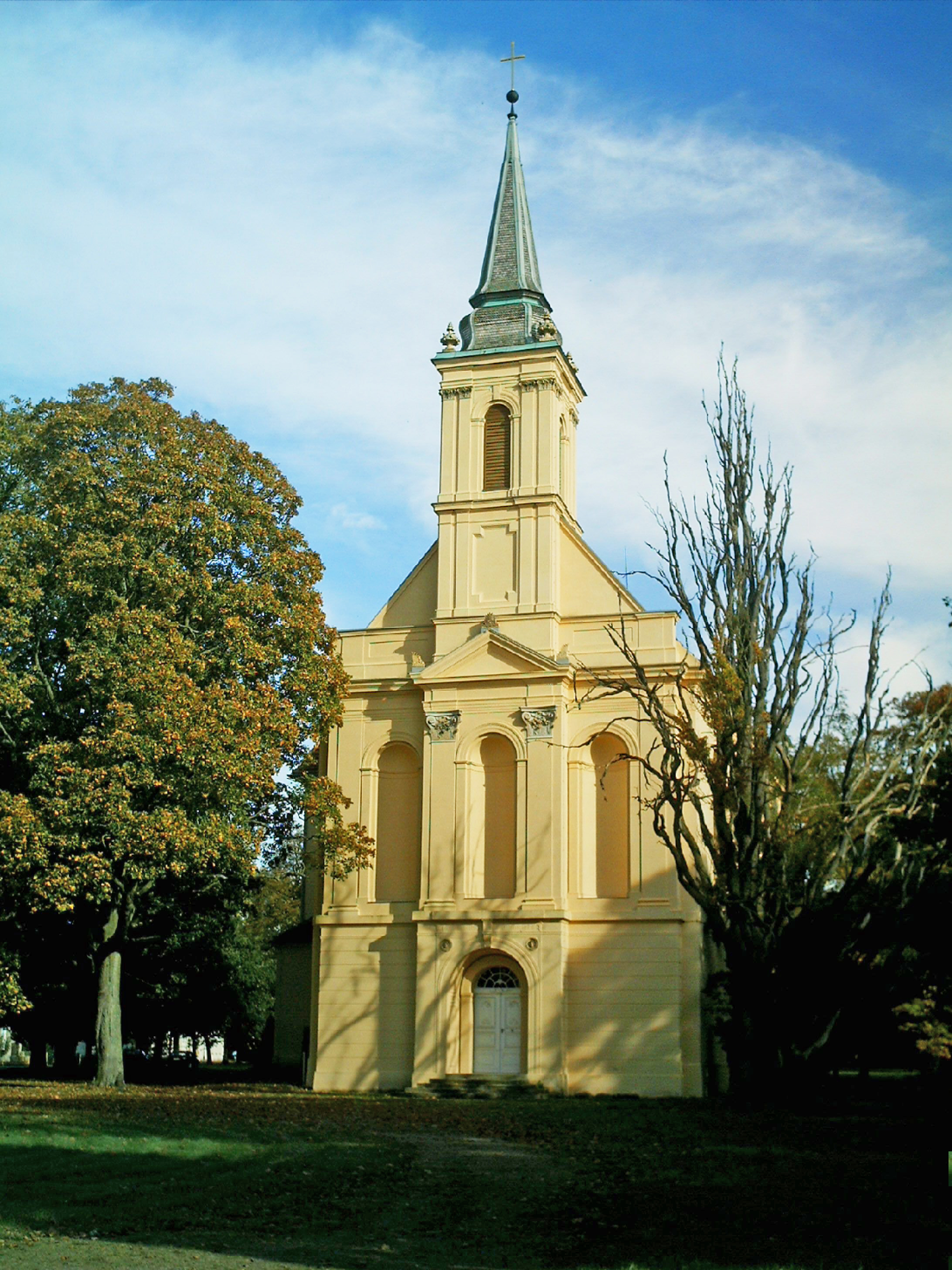
Kirche

- Das Schloss Ivenack ist ein dreiflügeliger Putzbau, der seine heutige Gestalt durch Neubau zu Beginn des 18. Jahrhunderts und Erweiterung von 1810 erhalten hat. Der Nordwestflügel enthält Reste eines Fachwerkgebäudes aus dem 16. Jahrhundert, vermutlich Teile des ersten, unter Herzog Johann VII. errichteten Herrenhauses. Nördlich des Schlosses liegt der durch Verbindungstrakte und Eckpavillons halbkreisförmig angelegte Marstall, östlich des Schlosses befindet sich der Schlosspark mit Schlosskirche, Orangerie und Teehaus.
- Die Kirche Ivenack geht auf die im 13. Jahrhundert erbaute Klosterkirche des Zisterzienserinnenklosters zurück. Die wie der erste Herrensitz im Dreißigjährigen Krieg zerstörte Kirche wurde um 1700 wiederaufgebaut und erhielt 1867 und 1868 ihre heutige Gestalt. Die Kirche enthält neben dem Altar weitere historische Ausstattungen, darunter die mit allegorischen Gemälden verzierte Orgelempore, eine historische Kanzel und eine Patronatsloge sowie das schmuckvolle Epitaph für Ernst Christoph von Koppelow.
- Die Ivenacker Eichen befinden sich nordwestlich des Ortes in einem großen Tierpark. Die stärkste dieser Eichen soll laut Landesforst Mecklenburg-Vorpommern ein Alter von sicher 1000 Jahren haben und damit die älteste lebende Eiche in Deutschland sein. Sie hat einen Brusthöhenumfang von 11,70 m (2016).[12] Im Tierpark wird seit seiner Entstehung um 1710 – außer von 1929 bis 1972 – Damwild gehalten. Der Barock-Pavillon im Tierpark wurde 2003 saniert. Im Jahre 2017 wurde ein 620 Meter langer und zwischen 18 und 21 Meter hoher, barrierefreier Baumkronenpfad eröffnet, der sich als Besuchermagnet erweist.
- Im Ort sind weitere historische Bauten erhalten, neben Wohnhäusern insbesondere verschiedene Wirtschaftsgebäude, von denen eine einstige Scheune inzwischen zur Traditionshalle umgebaut ist und für Veranstaltungen genutzt wird.

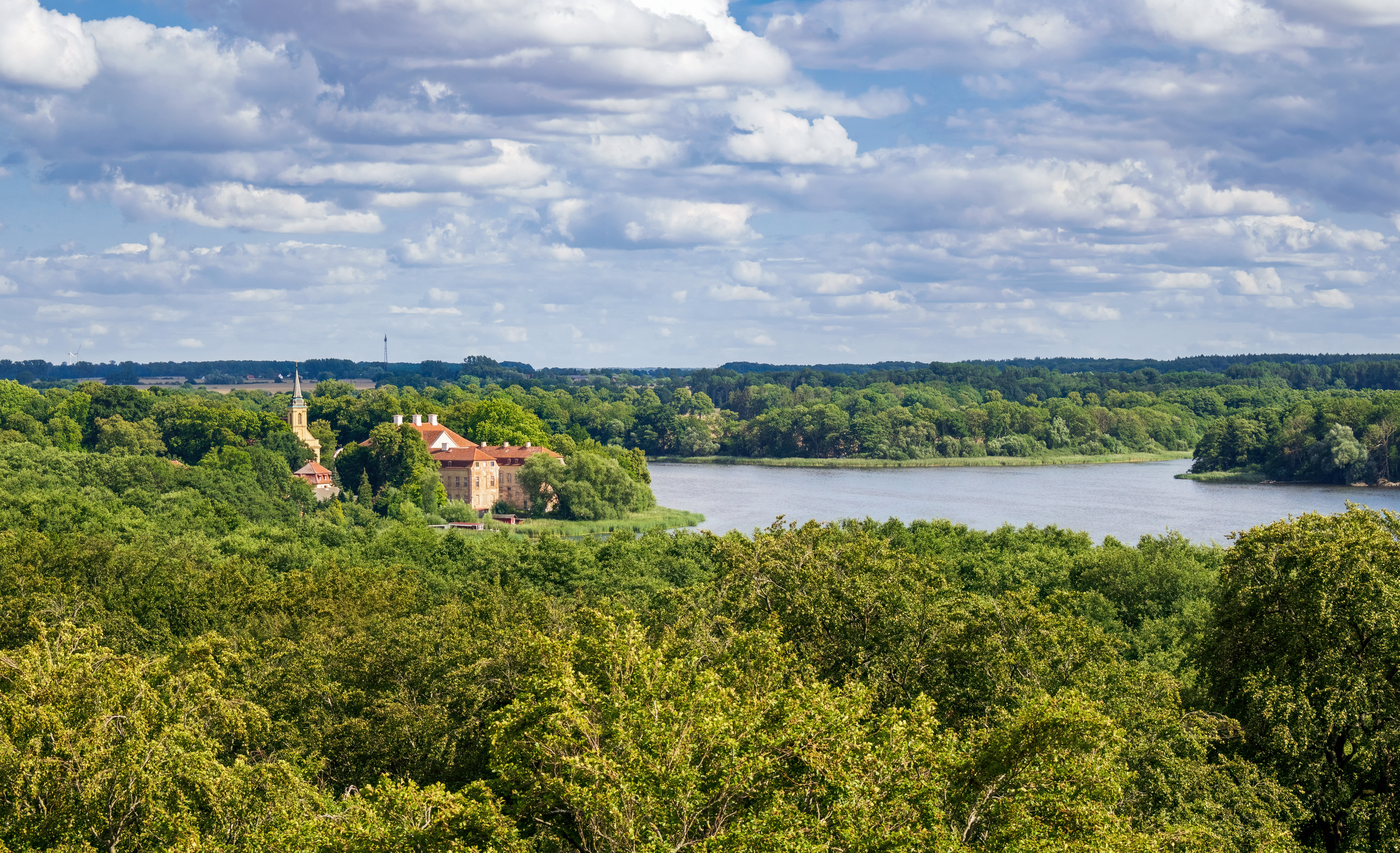
Blick von Nordwesten auf Kirche, Schloss und See
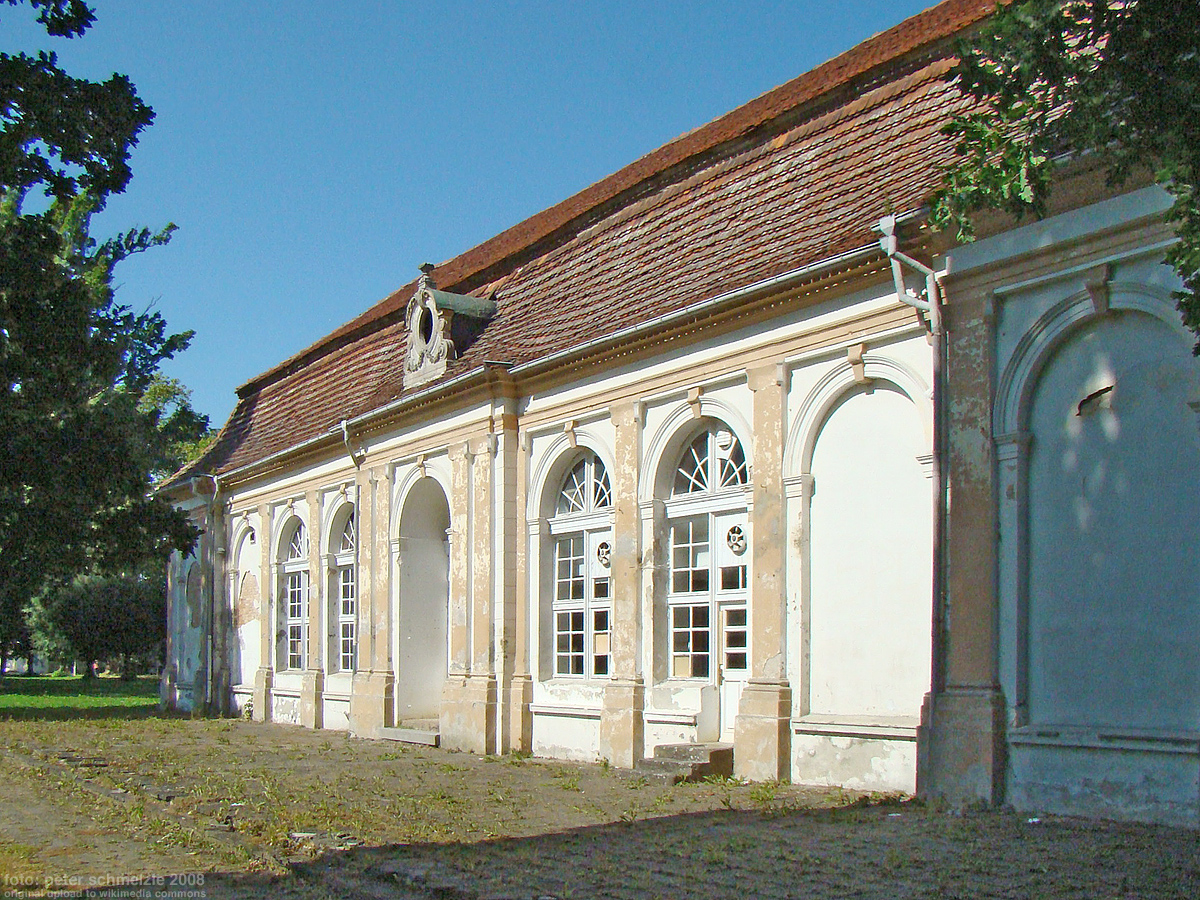
Orangerie
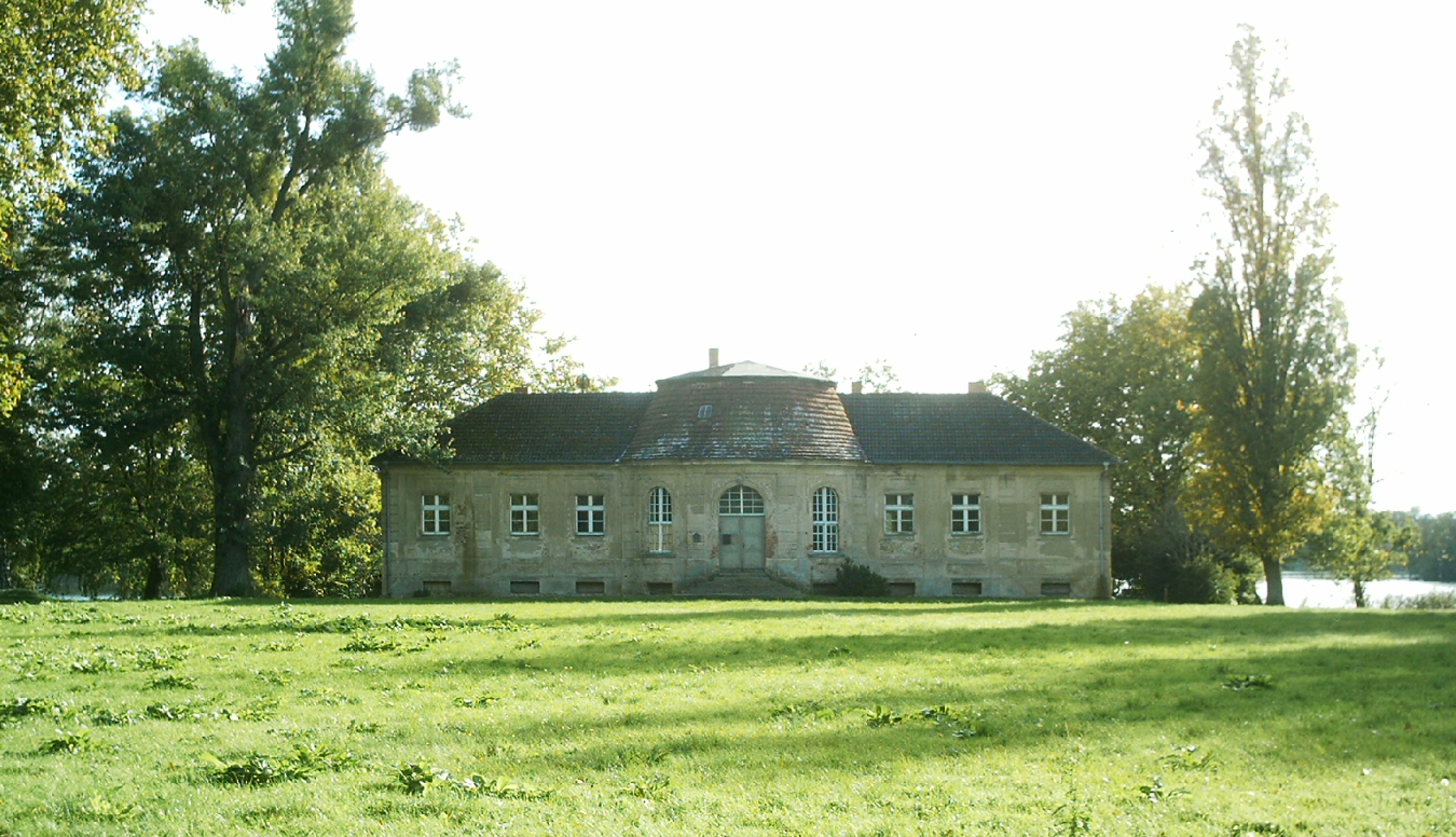
Teehaus
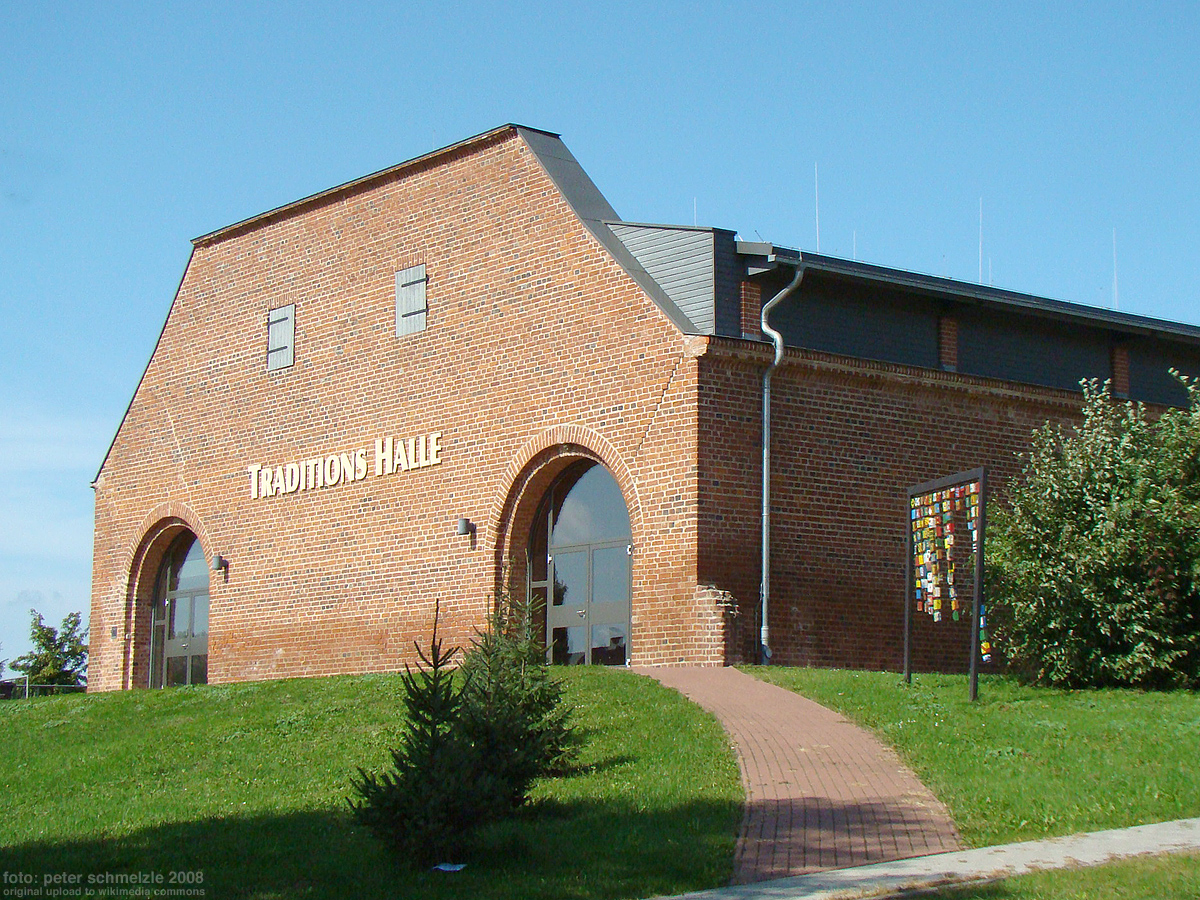
Traditionshalle
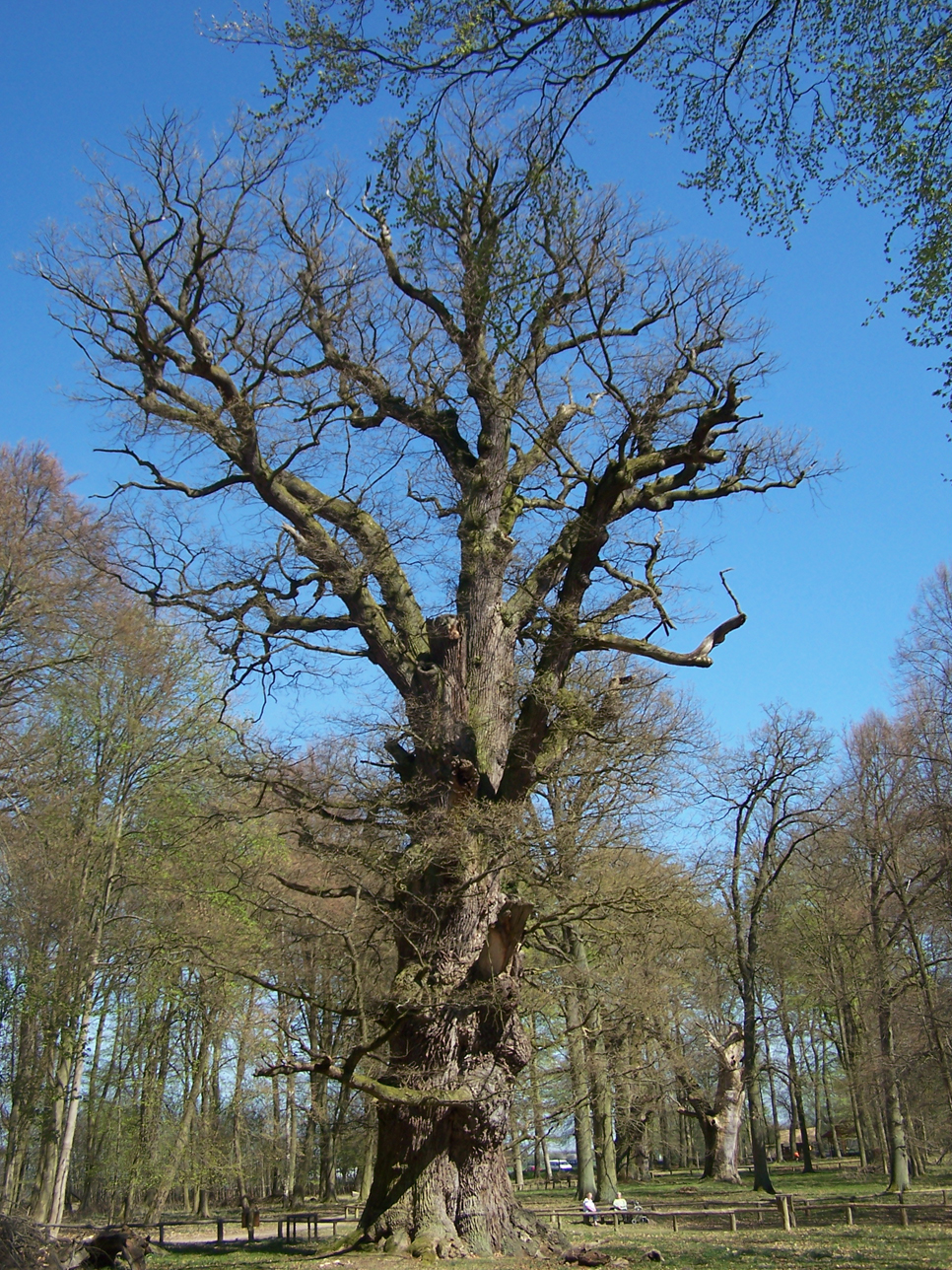
„Tausendjährige Eiche“, die älteste Ivenacker Eiche im Frühjahr
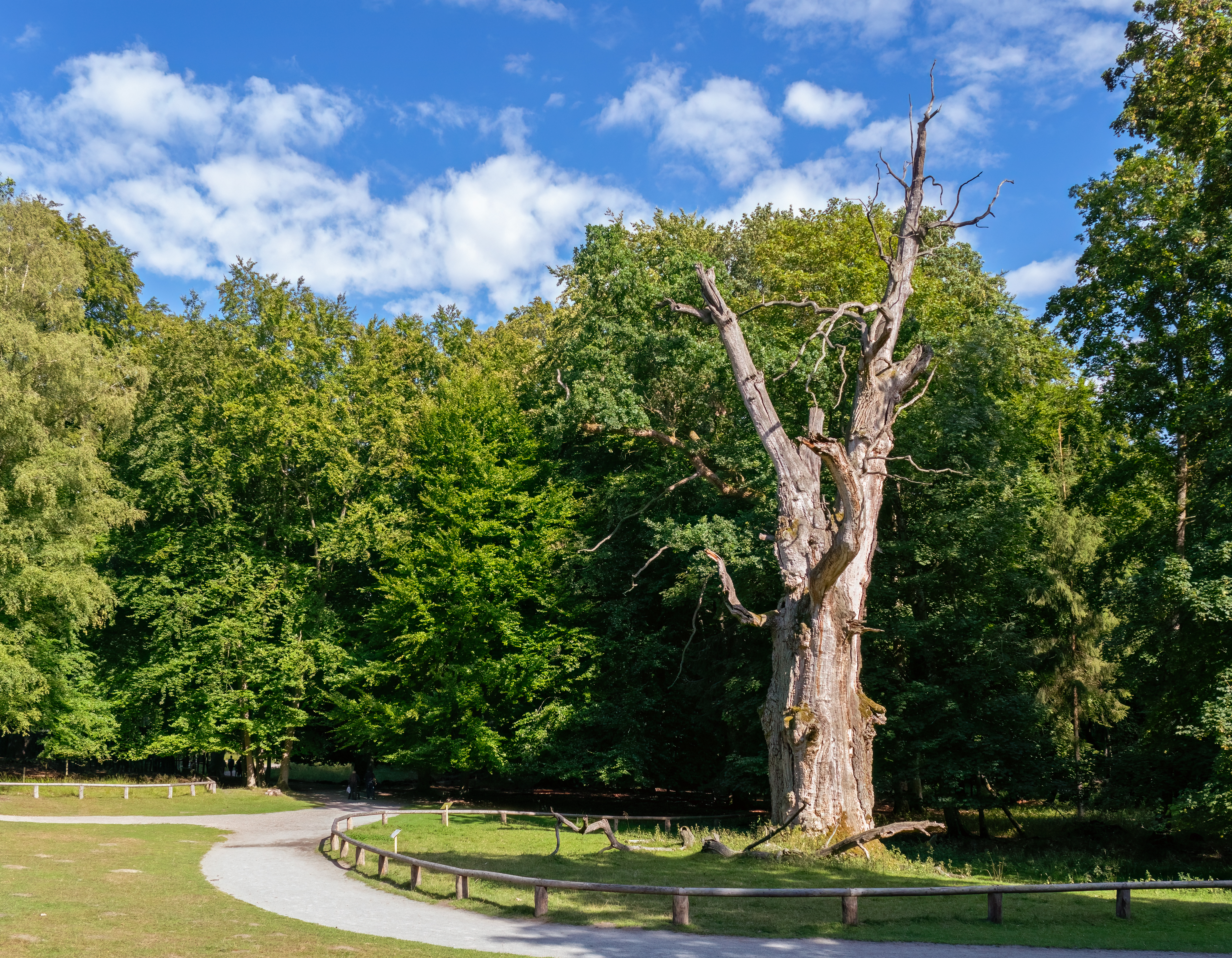
„Pferdekopfeiche“, drittstärkstes Exemplar im Schutzgebiet
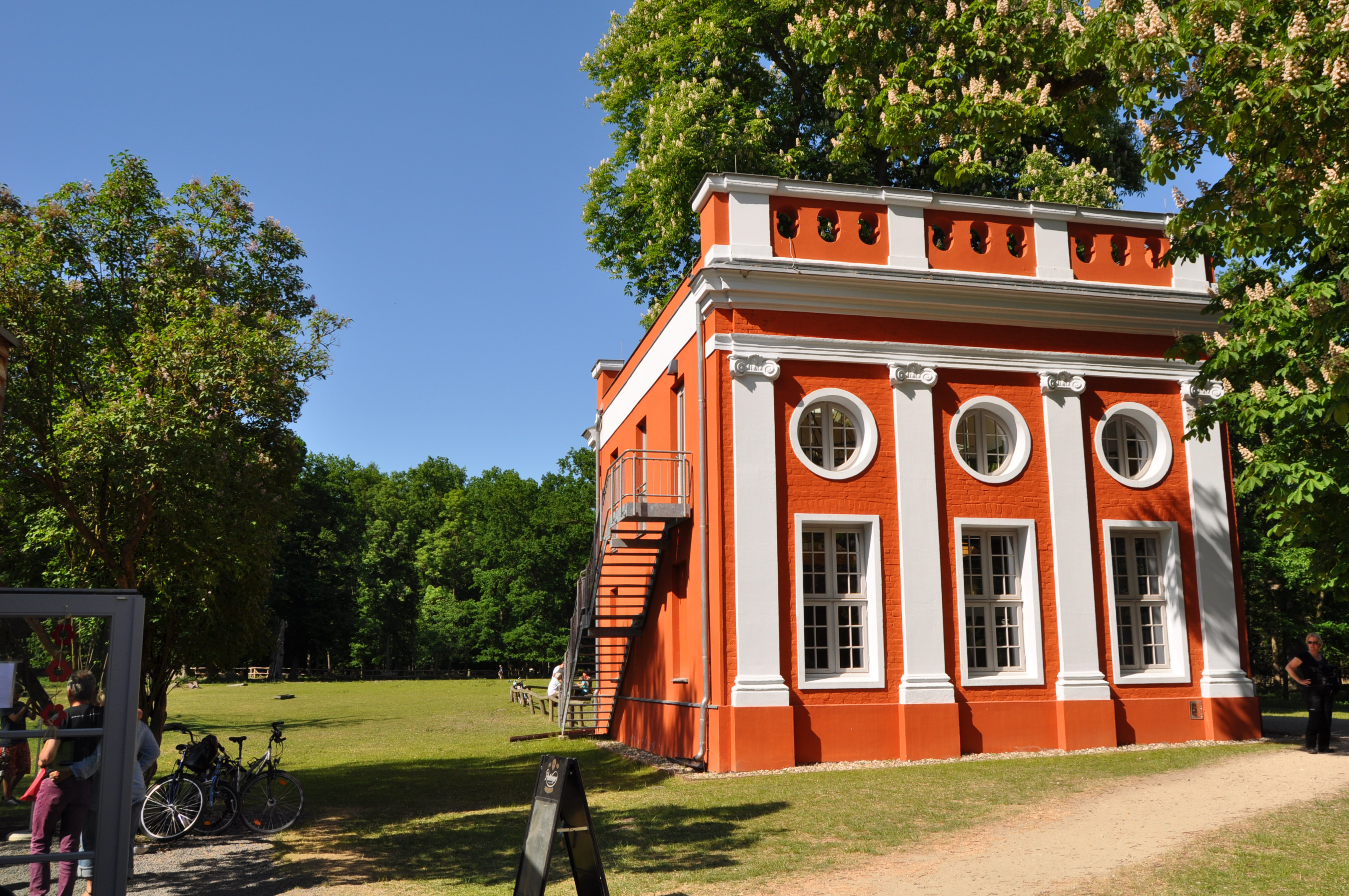
Pavillon im Tierpark bei den Ivenacker Eichen

## Persönlichkeiten

### Söhne und Töchter des Ortes
- Burkhard Heinrich Freudenfeld (1784–1850), Hochschullehrer und Autor, später Jesuit und Priester
- Karl von Maltzahn (1797–1868), Pferdezüchter, Mitbegründer der Rennbahn von Doberan
- Albrecht von Maltzahn (1821–1877), Rittergutsbesitzer und Erblandmarschall
- Adolf von Plessen (1835–1909), konservativer Reichstagsabgeordneter
- Berthold Schmidt (1856–1929), Archivar und Historiker
- Erich Demmin (1911–1997), Landschaftsmaler, Grafiker und Restaurator

### Persönlichkeiten, die im Ort gewirkt haben
- Joachim Trumpf (1687–1769), Küster, Organist, Astronom und Instrumentenbauer
- Helmuth Reichsgraf von Plessen (1699–1761), königlich polnischer und kurfürstlich sächsischer Kammerherr, Wirklicher Geheimer Rat, Staatsminister und Gesandter beim Dänischen Hof
- Georg von Waldersee (1860–1932), Generalleutnant, lebte zuletzt in Ivenack.